# Literatura da Venezuela
A Literatura da Venezuela pode ser atribuída muitas vezes à era pré-colombiana dos mitos e da literatura oral que formaram a visão cosmogônica do mundo que os povos indígenas tinham. Algumas dessas histórias são ainda conhecidos na Venezuela. Como muitos países latino-americanos, os conquistadores espanhóis tiveram o maior efeito sobre a cultura e sua literatura. Os primeiros documentos escritos pelos colonizadores espanhóis são considerados a origem da literatura escrita da Venezuela. Isto incluiu cartas, crônicas, etc.
O primeiro e principal escritor da Venezuela foi Andrés Bello. A Literatura venezuelana desenvolveu-se no século XIX com a formação da Venezuela como um estado-nação e os conflitos políticos da época entre conservadores e liberais. Obras notáveis incluem Venezuela Heroica (1881), por Eduardo Blanco, na Guerra da Independência da Venezuela.
No século XX, com a modernização e urbanização do país graças à explosão econômica fornecida pelo petróleo, alguns dos seus melhores escritores surgiram como Teresa de la Parra, Rómulo Gallegos, Arturo Uslar Pietri e Salvador Garmendia. Doña Bárbara (1929) de Gallegos, foi descrito em 1974 como "possivelmente o mais conhecido romance latino-americana". O Prêmio Nacional de Literatura, concedido anualmente, foi criada em 1948, com Uslar Pietri o único escritor a ganhar duas vezes em as cinco primeiras décadas.
Rafael Cadenas e Eugenio Montejo estão entre os poetas mais conhecidos do século XX e início do século XXI.